# Ore Hill
Ore Hill es un lugar designado por el censo ubicado en el condado de Blair en el estado estadounidense de Pensilvania. En el Censo de 2020 tenía una población de 353 habitantes y una densidad poblacional de 341,94 habitantes por km². Fue incluido como CDP en el censo de 2020.

## Geografía
Ore Hill se encuentra ubicado en las coordenadas 40°17′35″N 78°24′7″O / 40.29306, -78.40194. Según la Oficina del Censo de los Estados Unidos,  tiene una superficie total de 0,31 km², todos correspondientes a tierra firme.